# Brock Huard
Brock Anthony Huard (Seattle, 15 aprile 1976) è un ex giocatore di football americano statunitense che ha giocato nel ruolo di quarterback per sei stagioni nella National Football League (NFL). Fu scelto nel corso del terzo giro (77º assoluto) del Draft NFL 1999 dai Seattle Seahawks. Al college ha giocato a football all'Università di Washington.

## Carriera professionistica
Huard fu un membro dei Seattle Seahawks dal 1999 al 2001 e degli Indianapolis Colts nel 2002 e 2003. Il suo primo tentativo di passaggio nella NFL (in una gara di pre-stagione) si trasformò in un touchdown. Nel 2004 firmò per essere il terzo quarterback nelle gerarchie dei Seahawks ma trascorse tutta l'annata in lista infortunati, l'ultima nel football professionistico. Egli terminò con 60 passaggi completati su 109 tentativi per 689 yard con 4 touchdown e 2 intercetti.
Brock e suo fratello Damon divennero i primi due fratelli a partire come quarterback titolari nella stessa settimana nella storia della lega il 26 novembre 2000. Damon giocò contro gli Indianapolis Colts per i Miami Dolphins mentre Brock partì contro i Denver Broncos per i Seahawks.

## Statistiche
| Partite totali      | 8    |
| Partite da titolare | 4    |
| Yard lanciate       | 689  |
| Touchdown           | 4    |
| Intercetti subiti   | 2    |
| Passer rating       | 80,3 |